# Alexandre de Gouveia
Alexandre de Gouveia, T.O.R. (Évora, 6 de novembro de 1751 - Pequim, 6 de julho de 1808) foi um matemático e prelado da Igreja Católica Apostólica Romana português, Bispo de Pequim.

## Biografia
Foi ordenado diácono na Terceira Ordem Regular de São Francisco em 6 de novembro de 1774 e, em 28 de maio de 1775, foi ordenado padre na mesma Ordem.
Foi escolhido para ser o Bispo de Pequim em 7 de setembro de 1782, sendo confirmado em 16 de dezembro do mesmo ano. Foi sagrado bispo em 2 de fevereiro de 1783, na Sé de Lisboa, por Dom Francisco da Assunção e Brito, arcebispo de Goa, tendo como co-sagrantes Dom Bartolomeu Manuel Mendes dos Reis, Bispo Emérito de Mariana e Dom Alexandre da Silva Pedrosa Guimarães, bispo de Macau.
Entrou na Austrália em 28 de julho de 1784 e chegou a Pequim em 8 de novembro de 1785. Sua nomeação deveria significar a paz entre o Padroado Português e a Santa Sé após a prelazia do italiano Flaviano Giacomo Stefano Salustri. A identidade de Gouveia como bispo em Pequim nunca foi tornada pública na China, tendo servido apenas como matemático e astrônomo na dinastia Qing.
Faleceu em Pequim, em 6 de julho de 1808 e jaz enterrado na Catedral da Imaculada Conceição.